# Johann Bernhard Schenk zu Schweinsberg

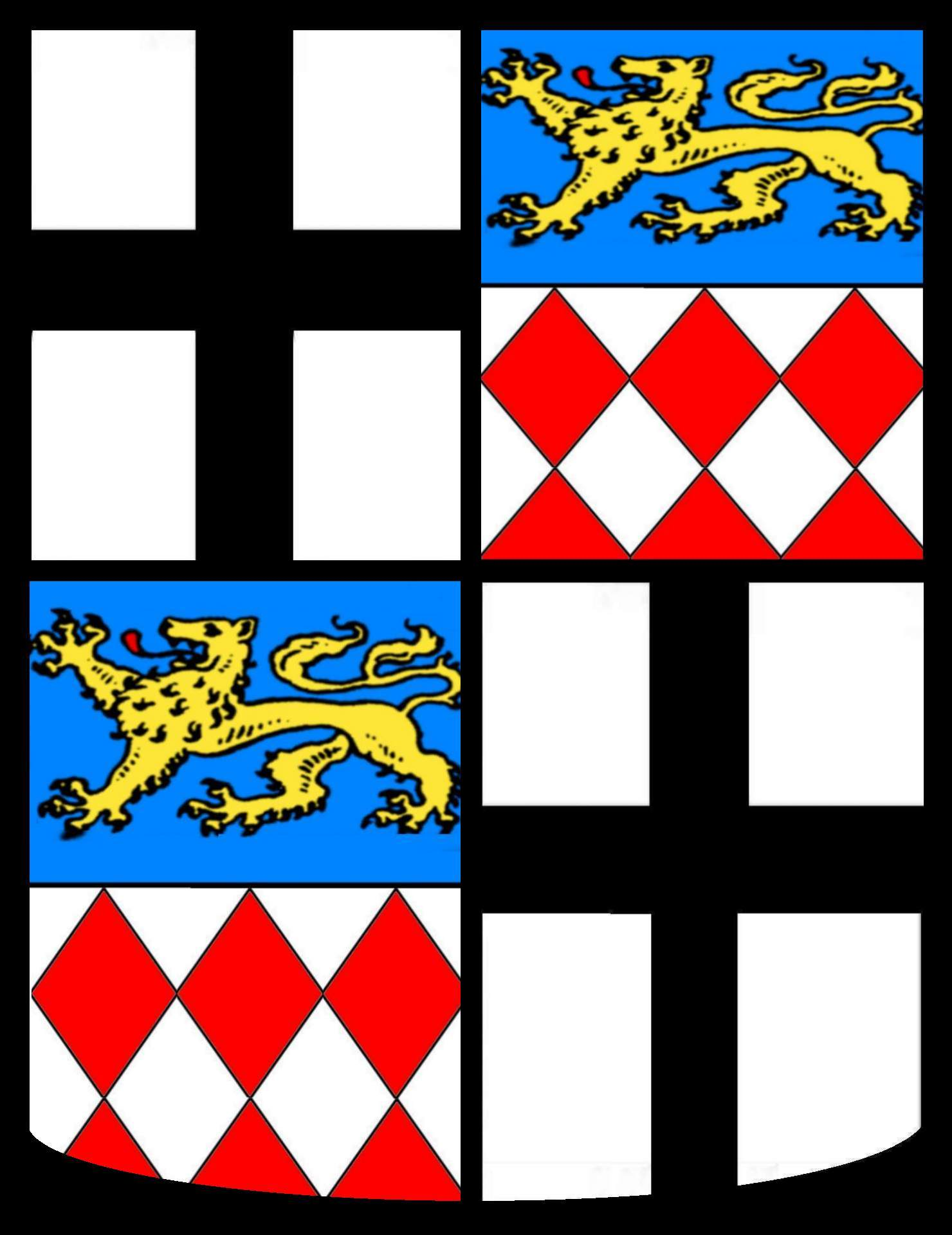
Wappen von Johann Bernhard Schenk zu Schweinsberg als Fürstabt von Fulda

Johann Bernhard Schenk zu Schweinsberg (geboren 1584 in Schweinsberg; gestorben am 16. November 1632 in Lützen) war von 1623 bis zu seinem Tod Fürstabt der Reichsabtei Fulda und als Reichsfürst Herr des Hochstifts Fulda.

## Leben und Wirken
Johann Bernhard Schenk zu Schweinsberg entstammte der Hermannsteiner Linie der zum hessischen Uradel zählenden Familie Schenck zu Schweinsberg. Sein Vater war Friedrich Schenk zu Schweinsberg, seine Mutter Binhildis war eine geborene von Schwalbach. Über seine Jugend und Erziehung ist nicht viel bekannt. Ursprünglich von seinen Eltern evangelisch getauft und erzogen, konvertierte er vor seinem Anfang 1608 erfolgten Eintritt in die Abtei Fulda im Kloster Altenberg bei Wetzlar zum katholischen Glauben. Sein Noviziat absolvierte er im Erfurter Peterskloster; in Erfurt immatrikulierte er sich im Herbst 1608 auch an der dortigen Universität.
Am 27. Februar 1609 legte er in Fulda die Profess ab, es folgte am 18. April des gleichen Jahres die Priesterweihe. Ebenfalls 1609 wurde Johann Bernhard als Kapitular zum Fuldaer Stiftskapitel zugelassen. Bereits 1610 erhielt er als Pfründe die Propstei Blankenau, gefolgt von der Propstei Michaelsberg ab 1616. 1614 erschien er außerdem als Werkmeister des Stifts. Am 28. November 1618 wurde er zum Dekan der Abtei Fulda gewählt, wobei er die Propstei Michaelsberg abgab, aber Propst von Blankenau blieb. Zusätzlich erhielt er die Propstei Neuenberg und das Kellereiamt des Stifts. Nach dem Tod seines Vorgängers Johann Friedrich von Schwalbach wurde Johann Bernhard Schenk zu Schweinsberg am 12. Januar 1623 vom Kapitel einstimmig zum Abt von Fulda gewählt, worauf das Gesuch um Bestätigung an Papst Gregor XV. gesandt wurde. Die päpstliche Bestätigung erfolgte allerdings erst am 2. Dezember des gleichen Jahres durch den neugewählten Papst Urban VIII. Nachdem die Bestätigung in Fulda eingetroffen war, erhielt der neue Abt am 11. Februar 1624 die Abtsbenediktion. Am 22. Oktober des gleichen Jahres belehnte ihn Kaiser Ferdinand II. mit den Regalien.
Abt Johann Bernhard setzte sich außerordentlich für die Gegenreformation ein und förderte die Jesuiten, an deren Exerzitien er auch als Abt regelmäßig teilnahm, auf dem Gebiet des Hochstifts Fulda. Orientiert am Wirken von Balthasar von Dernbach betrieb er eine konsequent an landesherrlichen Vorteilen ausgerichtete Politik mit dem Bestreben, nach der teilweise nur oberflächlich erfolgten Rekatholisierung des Stiftsterritoriums eine innere Glaubensfestigung zu erreichen; dabei wollte er auch die ritterlichen Gebiete zum Katholizismus zurückführen. Folglich initiierte und unterstützte er auch Reformen und Neugründungen im klösterlichen Bereich;
Mit regelmäßigen Visitationen der Pfarreien im Hochstift versuchte er, den katholischen Glauben zu stärken und die evangelische Lehre zurückzudrängen, die durch die benachbarten protestantischen Gebiete auch auf dem Gebiet des Hochstifts und auch unter dem Stiftsadel Anhänger gefunden hatte. Durch Klostergründungen und Neuansiedlungen versuchte er ebenfalls den Katholizismus zu fördern, so etwa durch die 1626 erfolgte Gründung der noch heute in Fulda bestehenden Benediktinerinnenabtei zur Heiligen Maria. In diversen Orten des Stiftsgebiets etablierte protestantische Geistliche ließ er ausweisen und durch Jesuiten ersetzen. Diese Bestrebungen brachten ihn in Konflikte mit der fuldaischen Ritterschaft. Auch die Reichsabtei selbst, deren Kapitel lediglich noch aus wenigen, teils recht weltlich orientierten adligen Kapitularen bestand, wollte Abt Johann Bernhard reformieren und wieder mit geistlichem Leben füllen. Zu diesem Zweck holte er Mönche aus dem Kloster St. Gallen. Der Abt reiste zudem selbst 1626 nach St. Gallen und zum Kloster Einsiedeln. So holte er 1627 Reformmönche aus St. Gallen in das Hauptkloster Fulda. Seine Bestrebung, im Kloster Fulda die aus dem Bürgertum stammenden Reformmönche auf eine Stufe mit den aus dem Adel stammenden Mitgliedern des Domkapitels zu stellen und so das im 14. Jahrhundert durchgesetzte Adelsmonopol im Kapitel zu brechen, scheiterte jedoch: Die bisherigen Kapitularen legten Protest gegen die vorgesehenen Reformen und strengeren Regeln ein und wandten sich dazu auch an Landgraf Moritz von Hessen-Kassel. Papst Urban VIII. sandte ihm daraufhin zur Unterstützung Bischof Pier Luigi Carafa, den Nuntius zu Köln, als Apostolischen Visitator mit besonderen Vollmachten, der mittels Dekreten eine Reform des Kapitels einschließlich der Aufnahme auch nichtadliger Angehöriger durchsetzte. 1631 trat die Abtei Fulda unter Abt Johann Bernhard auch der Bursfelder Kongregation bei. In den Wirren des Dreißigjährigen Krieges waren viele seiner Maßnahmen jedoch nicht von Dauer.
1629 hatte der Kaiser den Fuldaer Abt zum Vize-Administrator der Reichsabtei Hersfeld ernannt, die nach dem Tod des letzten Abts, Joachim Roell, 1606 trotz kaiserlichen und päpstlichen Protests unter die weltliche Administration der Landgrafschaft Hessen gekommen war. Nachdem General Johann T’Serclaes von Tilly 1623 Hersfeld besetzt hatte, versuchte Kaiser Ferdinand II., die seit bald 100 Jahren evangelisch gewordene Abtei zurück zum Katholizismus zu führen. Zum Kommendatarabt für Hersfeld ernannte er seinen Sohn, Erzherzog Leopold Wilhelm von Österreich. Abt Johann Bernhard hielt im Februar 1629 feierlich Einzug in Hersfeld und ließ sich stellvertretend für den Erzherzog huldigen. Er etablierte neben Benediktinern auch Jesuiten in Hersfeld und wies die bisherigen protestantischen Geistlichen und Lehrer aus. 
Nach der Niederlage Tillys in der Schlacht bei Breitenfeld gegen den schwedischen König Gustav II. Adolf musste Abt Johann Bernhard vor den näherrückenden schwedischen Truppen flüchten. Gustav II. Adolf übertrug die Gebiete der Abteien Fulda und Hersfeld an den hessischen Landgrafen Wilhelm V. Zunächst gelang es dem Landgrafen jedoch nicht, Fulda in Besitz zu nehmen, aber Ende Oktober 1631 besetzten hessische Truppen Stadt und Hochstift Fulda. Abt Johann Bernhard wandte sich zunächst nach Köln, dann nach Wien. Schließlich begleitete er die kaiserlichen Truppen, zunächst unter Tilly, mit dem er bereits mehrere Jahre regelmäßig korrespondiert hatte. Nach Tillys Tod aufgrund von in der Schlacht bei Rain am Lech erlittenen Verletzungen blieb Abt Johann Bernhard auch unter Albrecht von Wallenstein in der Begleitung der kaiserlichen Truppen. In der Schlacht bei Lützen wurde Johann Bernhard Schenk zu Schweinsberg, der die Schlacht am Rande des Schlachtfelds beobachtete, von einer verirrten Kugel tödlich getroffen. Sein Leichnam wurde zunächst im Kloster Sankt Emmeram in Regensburg beigesetzt. Sein Nachfolger Johann Adolf von Hoheneck konnte nur vorübergehend nach Fulda zurückkehren, erst dessen Nachfolger Hermann Georg von Neuhof gelang die dauerhafte Rückkehr. Nach Abschluss des Westfälischen Friedens, in dem die Eigenständigkeit des Hochstifts gesichert wurde, wurde auch der Leichnam von Abt Johann Bernhard von Regensburg nach Fulda überführt und in der Stiftskirche beigesetzt.